# الهيكل الجزئي للسوق
الهيكل الجزئي للسوق فرع من فروع التمويل يعنى بتفاصيل كيفية حدوث التبادل في الأسواق. في الوقت الذي تنطبق نظرية الهيكل الجزئي للسوق على تبادل الأصول الحقيقية أو المالية، يتاح المزيد من الأدلة على الهيكل الجزئي للأسواق المالية بسبب توافر بيانات المعاملات منها. يبحث التوجه الرئيسي لبحوث الهيكل الجزئي للسوق الطرق التي تؤثر بها عمليات تشغيل السوق في محددات تكاليف المعاملات والأسعار والعروض والحجم وسلوك التداول. في القرن الحادي والعشرين، سمحت الابتكارات بتوسيع نطاق دراسة أثر الهيكل الجزئي للسوق المتعلق بالاعتداء على السوق، مثل التداول الداخلي، والتلاعب بالسوق، والنزاع بين الوكيل والعميل.

## التعريف
تُعرّف مورين أوهارا الهيكل الجزئي للسوق بأنه عملية تبادل الأصول والنتائج المترتبة عليها وفقًا لقواعد تداول واضحة. في حين تُلخص العديد من العلوم الاقتصادية من ميكانيكا التداول، إلا أن أبحاث الهيكل الجزئي للسوق تحلل كيف تؤثر آليات تجارية محددة على عملية تكوين الاسعار.
لدى المكتب الوطني للبحوث الاقتصادية مجموعة بحثية معنية بالهيكل الجزئي للسوق، تقول أنها « مكرسة للبحوث النظرية والتجريبية والاختبارية حول اقتصاد أسواق الأوراق المالية، بما في ذلك دور المعلومات في عملية اكتشاف الأسعار والتعريف والقياس والتحكم ومحددات تكاليف السيولة والمعاملات، وآثارها على كفاءة آليات التداول البديلة وهياكل السوق ورفاهها وتنظيمها».

## الإصدارات
يتعامل الهيكل الجزئي للسوق مع القضايا المتعلقة بهيكلية السوق وتصميمه، وتكوين الأسعار واكتشافها، إضافة إلى تكاليف المعاملات والتوقيت، والمعلومات والإفشاء عنها، ومزوّد السيولة، وسلوك المستثمر.

### هيكلية السوق وتصميمه
ركز هذا العامل على العلاقة بين تحديد الأسعار وقواعد التداول. ففي بعض الأسواق، على سبيل المثال، تُتداول الأصول من خلال تجار يحتفظون بجردٍ للسع (على سبيل المثال، سيارات جديدة)، بينما يسير سماسرة يعملون وساطاء أسواق أخرى. من بين التساؤلات المهمة في أبحاث الهيكل الجزئي هو كيفية تأثير هيكل السوق على تكاليف التجارة وما إذا كان هيكل ما أكثر كفاءة من غيره. يربط الهيكل الجزئي للسوق سلوك المشاركين في السوق، سواء كانوا من المستثمرين، أو التجار، أو مدراء مستثمرين، بالسلطة، وبالتالي فإن الهيكل الجزئي للسوق يشكل عاملًا حاسمًا يؤثر على قرار الاستثمار فضلًا عن خروج الاستثمارات.

### تشكيل واكتشاف الأسعار
يركز هذا العامل على العملية التي يتم من خلالها تحديد سعر الأصل، على سبيل المثال، يتم تكوين الأسعار في بعض الأسواق من خلال عملية مزاد (مثل إيباي)، في حين يتم التفاوض على الأسعار ضمن أسواق أخرى (مثل السيارات الجديدة)، أو تُنشر بكل بساطة (مثل السوبرماركت المحلي) ويمكن للمشترين أن يختاروا الشراء من عدمه.

### تكلفة المعاملة وتكلفة التوقيت
يركز هذا العامل على تكلفة المعاملة وتأثير تكلفة المعاملات على عائدات الاستثمار وأساليب التنفيذ. تتضمن تكاليف المعاملات تكاليف تجهيز الطلبات، وتكاليف الاختيار السالب، وتكاليف الاحتفاظ بالمخزون، والنفوذ الاحتكاري. درس كل من نيل كريس وروبرت ألمغرين تأثير تلك العوامل على سيولة السندات التجارية الكبيرة، كما درس كل من تيانهوي لي وروبرت ألمغرين تأثيرها على السندات المُحوّطة.

### التقلب
يركز هذا العامل على ميل الأسعار إلى التقلب. قد تتغير الأسعار استجابة للمعلومات الجديدة التي تؤثر على قيمة السند (أي التقلب الأساسي)، أو استجابة للنشاط التجاري الذي يمارسه التجار غير الصبورين وتأثير السيولة (أي التقلب العابر).

### المعلومات والإفشاء
يركز هذا العامل على معلومات السوق، وبشكل خاص، مدى توفر معلومات السوق بين المشاركين في السوق، والشفافية، وتأثير المعلومات على سلوك المشاركين في السوق. يمكن أن تشمل معلومات السوق الأسعار والعرض والانتشار والبيانات المرجعية وأحجام التداول والسيولة وعوامل الخطر وتتبع الأصول لدى الطرف المقابل، إلخ.